# Bruce Dern
Bruce MacLeish Dern (født 4. juni 1936) er en amerikansk tv-, filmskuespiller og manuskriptforfatter. Han blev nomineret for en Oscar for bedste mandlige hovedrolle for sin præstation i Coming Home - På vej hjem og en Oscar for bedste mandlige birolle for sin præstation i Nebraska.
Dern har også haft gæsteroller i talrige tv-programmer. I løbet af sin karriere som skuespiller har han haft roller i mere end 80 spil og tv-film.
Hans bedstefar var George Henry Dern, en tidligere guvernør i Utah og USA's forsvarsminister, og hans onkel var digteren Archibald MacLeish. Hans gudfar var politikeren Adlai Stevenson og hans gudmor var USA's førstedame Eleanor Roosevelt, som var gift med Franklin D. Roosevelt. Den studerende studerede på Choate School og senere ved University of Pennsylvania. Dern er far til skuespiller Laura Dern (født 1967), som han havde sammen med sin tidligere hustru Diane Ladd, som han var gift med fra 1960 til 1969. Han giftede sig med sin nuværende kone Andrea Beckett i 1969. Dern er blevet tildelt en stjerne på Hollywood Walk of Fame. Hans datter Laura Dern og hans tidligere hustru Diane Ladd modtog deres stjerner på Hollywood Walk of Fame på samme tid som Dern.

## Filmografi (udvalg)
- 1966 – De vilde engle
- 1978 – Coming Home - På vej hjem
- 2013 – Nebraska
- 2019 – The Peanut Butter Falcon